# Exile (Taylor Swift)
Exile è un singolo della cantante statunitense Taylor Swift, pubblicato il 3 agosto 2020 come secondo estratto dall'ottavo album in studio Folklore.

## Descrizione
Quarta traccia dell'album, Exile, che vede la partecipazione del gruppo musicale statunitense Bon Iver, è stato scritto dalla stessa cantante con Justin Vernon, William Bowery e Aaron Dessner, e prodotto da quest'ultimo.

## Formazione
Musicisti
- Taylor Swift – voce
- Justin Vernon – voce aggiuntiva
- Aaron Dessner – programmazione della batteria, chitarra elettrica, percussioni, pianoforte, sintetizzatore
- Bryce Dessner – orchestrazione
- Rob Moose – viola, violino

Produzione
- Aaron Dessner – produzione, registrazione
- Randy Merrill – mastering
- Jonathan Low – missaggio, registrazione
- Justin Vernon – registrazione voce Bon Iver
- Laura Sisk – registrazione voce Taylor Swift

## Successo commerciale
Exile ha fatto il suo ingresso alla 6ª posizione della Billboard Hot 100, diventando la ventottesima top ten di Swift negli Stati Uniti e la prima per i Bon Iver. Inoltre, con Cardigan al vertice e The 1 in 4ª posizione, la cantante è diventata la sesta artista a lanciare in contemporanea tre canzoni in top ten, dopo Juice Wrld, Drake, Lil Wayne, J. Cole e Lil Uzi Vert.
Nella Official Singles Chart britannica il singolo ha debuttato all'8ª posizione nella pubblicazione del 6 agosto 2020 grazie a 31 344 unità di vendita, segnando la quindicesima top ten di Swift nel Regno Unito e rendendola, grazie anche a Cardigan e The 1, la quarta artista femminile ad avere tre brani tra i primi dieci posti contemporaneamente, dopo Rihanna, Ariana Grande e Dua Lipa. Per i Bon Iver, invece, è diventata la loro prima entrata in classifica dal 2009.

## Classifiche
| Classifica (2020) | Posizione massima |
| ----------------- | ----------------- |
| Australia         | 3                 |
| Austria           | 56                |
| Belgio (Fiandre)  | 37                |
| Canada            | 6                 |
| Danimarca         | 32                |
| Estonia           | 19                |
| Grecia            | 59                |
| Irlanda           | 3                 |
| Lituania          | 48                |
| Malaysia          | 3                 |
| Nuova Zelanda     | 5                 |
| Paesi Bassi       | 84                |
| Portogallo        | 40                |
| Regno Unito       | 8                 |
| Repubblica Ceca   | 68                |
| Singapore         | 3                 |
| Spagna            | 83                |
| Stati Uniti       | 6                 |
| Svezia            | 38                |
| Svizzera          | 48                |